# Domagović
Domagović je vesnice v Chorvatsku v Záhřebské župě. Je součástí opčiny města Jastrebarsko, od něhož se nachází 4 km jihozápadně. V roce 2011 zde žilo 541 obyvatel.
Sousedními vesnicemi jsou Cvetković a Novaki Petrovinski.
Od roku 1327 byl Domagović pod správou chorvatského šlechtického rodu Borkovićů, byl jim přidělen uherským králem Karlem I. Robertem z Anjou.